# Yoshi Sudarso
Yoshi Sudarso (Jacarta, 4 de abril de 1989) é um ator e modelo, Indonésio-americano de origem chinesa.

## Biografia
Nascido em Jacarta, Indonésia, filho de pais indonésios de ascendência chinesa. Sua família se mudou para Los Angeles quando ele tinha nove anos de idade. Ele estudou em Cal State Long Beach, inicialmente, prosseguindo uma carreira em matemática e contabilidade, antes de eventualmente mudar para o teatro, Sudarso tem um irmão mais novo chamado Peter que também é ator e modelo assim como o irmão.

## Filmografia
| Ano       | Título                          | Papel             | Notas                             | Refs |
| --------- | ------------------------------- | ----------------- | --------------------------------- | ---- |
| 2010      | Easy A                          | Eric Ling         | -                                 |      |
| 2015      | Super Power Beat Down           | Spider Man        | Seriado de televisão; 1 episódio  |      |
| 2015—2016 | Power Rangers: Dino Charge      | Koda              | Seriado de televisão              |      |
| 2016      | NCIS: Los Angeles               | Aaron Kim         | Seriado de televisão; 1 episódio  |      |
| 2016      | Agents of S.H.I.E.L.D.          | Agente da Hydra   | Seriado de televisão; 1 Episódio  |      |
| 2016—2019 | Pretty Dudes                    | Sunji             | Seriado de televisão              |      |
| 2017      | Two Bellmen Three               | David             | Curta-metragem                    |      |
| 2017      | K.C. Undercover                 | Agente Enemy      | Seriado de televisão; 1 episódio  |      |
| 2018      | Power Rangers Hyperforce        | Joe Shih          | -                                 |      |
| 2018      | The Thundermans                 | Hockey Goon Brock | Seriado de televisão; 1 episódio  |      |
| 2018      | Power Rangers Super Ninja Steel | Koda              | Seriado de televisão; 3 episódios |      |
| 2018      | Buffalo Boys                    | Suwo              | Filme                             |      |
| 2018      | Milly & Mamet                   | James             | Filme                             |      |
| 2018      | Empty by Design                 | Marco             | Filme                             |      |